# Crotalaria diosmifolia
Crotalaria diosmifolia är en ärtväxtart som beskrevs av George Bentham. Crotalaria diosmifolia ingår i släktet sunnhampor, och familjen ärtväxter. Inga underarter finns listade i Catalogue of Life.